# Scotia (Nebraska)
Scotia és una població dels Estats Units a l'estat de Nebraska. Segons el cens del 2000 tenia 308 habitants.

## Demografia
Segons el cens del 2000, Scotia tenia 308 habitants, 140 habitatges, i 88 famílies. La densitat de població era de 339,8 habitants per km².
Dels 140 habitatges en un 20,7% hi vivien nens de menys de 18 anys, en un 57,9% hi vivien parelles casades, en un 4,3% dones solteres, i en un 37,1% no eren unitats familiars. En el 36,4% dels habitatges hi vivien persones soles el 25,7% de les quals corresponia a persones de 65 anys o més que vivien soles. El nombre mitjà de persones vivint en cada habitatge era de 2,2 i el nombre mitjà de persones que vivien en cada família era de 2,88.
Per edats la població es repartia de la següent manera: un 22,1% tenia menys de 18 anys, un 5,2% entre 18 i 24, un 20,1% entre 25 i 44, un 21,1% de 45 a 60 i un 31,5% 65 anys o més.
L'edat mediana era de 49 anys. Per cada 100 dones de 18 o més anys hi havia 79,1 homes.
La renda mediana per habitatge era de 23.750 $ i la renda mediana per família de 28.750 $. Els homes tenien una renda mediana de 21.563 $ mentre que les dones 15.625 $. La renda per capita de la població era d'11.871 $. Aproximadament el 5,8% de les famílies i el 7,3% de la població estaven per davall del llindar de pobresa.

## Poblacions més properes
El següent diagrama mostra les poblacions més properes.